# JP Cooper
Джон Пол Купер — английский певец и композитор. Родился 1 ноября 1983 года. Стал известным благодаря участию в сингле Джонаса Блу под названием «Perfect Strangers», получившему платиновый статус в Великобритании. Следующим синглом стал «September Song». Сотрудничает с Island Records.

## Карьера

### 2012—15: Первые шаги
27 июня 2012 года JP Cooper представил первые мини-альбомы EP1 и EP2. Он выступил в главной роли в сингле Don Diablo под названием «The Artist Inside», который был представлен 9 ноября 2012 года. Певец представил третий, EP3, и четвёртый, Keep the Quiet Out, мини-альбомы 8 февраля 2013 года и 20 июля 2014 года соответственно. Пятый мини-альбом, When the Darkness Comes, вышел 26 января 2015 года.

### 2016 год — настоящее время: Raised Under Grey Skies
18 марта 2016 года, JP Cooper представил сингл «Five more days», с Avelino в качестве приглашённого исполнителя. Он стал звездой сингла Джонаса Блу «Perfect Strangers», который был представлен 3 июня 2016. Песня достигла рекордного второго места в рейтинге синглов Великобритании, и попала в топ-10 ещё в восьми государствах, в том числе в Германии, Австралии и Швеции.
10 июня 2016 года Купер представил песню «Party», которая стала первой в его дебютном полномасштабном альбоме. 16 сентября артист представил вторую песню «September Song». Песня заняла 7 место в британском рейтинге синглов и 10 место в Ирландии и Швеции. «Passport Home», представленная 7 апреля 2017 года, уже не была такой успешной, заняв лишь 86 место в Великой Британии. 21 июля 2017 и 25 августа 2017 появились ещё два сингла, «She’s on my mind» и «Wait». Все они вошли в альбом Raised Under Grey Skies, вышедший в свет 6 октября 2017.
Его пригласили поучаствовать в создании песни «Get Involved» Крейга Дэвида, которую представили 26 января 2018 года. 16 июня 2018 года он исполнил на нидерландском фестивале Pinkpop. 26 июля 2018 года выпустил песню «All this Love» с Мали-Коа Худ. В ноябре 2019 создал трек с рэпершей Stefflon Don.

## Дискография

#### Студийные альбомы
- Raised Under Grey Skies

#### Мини-альбомы
- EP1 (2012)
- EP2 (2012)
- EP3 (2013)
- Keep the Quiet Out (2014)
- When the Darkness Comes (2015)
- Too Close (2020)